# Pierre-Alfred Chappuis
Pierre-Alfred Chappuis (ur. 5 września 1891 w Saint-Cloud, Francja, zm. 9 lipca 1960 w Bernie, Szwajcaria) – szwajcarski hydrobiolog, specjalista w dziedzinie karcynologii, a także entomologii i speleologii.

## Życiorys
Urodził się w rodzinie dyrektora Międzynarodowego Biura Miar i Wag. Ukończył studia z zakresu biologii, doktoryzował się w zakresie skorupiaków słodkowodnych. Uczestniczył w licznych ekspedycjach naukowych w terenie, razem z René Jeannelem i Emilem Racoviță prowadził badania jaskiń na terenie Rumunii, dzięki którym odkrył liczne nowe gatunki małych zwierząt m.in. widłonogów. We trzech doprowadzili do powstania w Klużu Rumuńskiego Instytutu Speleologicznego, gdzie Chappuis był zastępcą dyrektora. W 1940 w wyniku drugiego arbitrażu wiedeńskiego Węgry zajęły należący do Rumunii północny Siedmiogród, Emil Racoviță został zmuszony do opuszczenia kraju, wówczas Pierre-Alfred Chappuis jako obywatel kraju neutralnego przejął jego stanowisko tj. dyrektora instytutu. Pozwoliło to zapobiec likwidacji placówki oraz uchronić zbiory i materiały badawcze przed rozproszeniem. W 1945 Pierre-Alfred Chappuis wyjechał do Francji, gdzie otrzymał stanowisko zastępcy dyrektora w Centre national de la recherche scientifique w Moulis. Zmarł w Bernie, pozostawił dorobek naukowy obejmujący ok. 160 prac naukowych i publikacji, był odkrywcą wielu widłonogów z rodziny Cyclopidae.

## Odznaczenia
- Legia Honorowa;
- Order Palm Akademickich.